# Раутио, Ройне Карлович
Ройне Карлович Ра́утио (1934—1960) — советский композитор, дирижёр, исследователь карельского музыкального фольклора.

## Биография
Сын известного карельского композитора Карла Эриковича Раутио.
В 1953 г. окончил с отличием дирижёрско-хоровое отделение Петрозаводского музыкального училища (учителя Г.-Р. Синисало и Л. Косинский).
В 1958 г. закончил композиторский факультет Ленинградской консерватории (класс композиции Ореста Евлахова). Работал дирижёром оркестра ансамбля «Кантеле».
Член Союза композиторов СССР с 1959 года.
В 1959 г. принял участие в Декаде карельского искусства и литературы в Москве.
Трагически погиб 19 августа 1960 года.

## Произведения
- Раутио, Р. К. Кимасозеро. Симфоническая баллада (1959)
- Раутио, Р. К. Сонатина для скрипки и фортепьяно, для оркестра кантеле — вариации на народные темы.
- Раутио, Р. К. Сюита на темы «Калевалы» : для симф. орк. : 1. Похьёла, 2. Кюлликки, 3. Охота на золотого оленя / Р. Раутио. — Партитура. — М. ; Л: Музыка, 1966. — 55 с.[2]
- Раутио, Р. Сюита на темы «Калевалы» / Р. Раутио // «Калевала» в музыке карельских композиторов. — [Петрозаводск : б. и., 2005]. — 1 электрон. опт. диск (CD-R).
- Раутио, Р. Вариации на финские темы / Р. Раутио // Музыка композиторов Карелии. — [Петрозаводск : б. и., 2005]. — Вып. 5. — 1 электрон. опт. диск (CD-R).
- Раутио, Р. Ветерок : из цикла «Картинки карел. жизни», Охота Лемминкяйнена на золотого оленя: из сюиты на темы «Калевалы» / Р. Раутио // Музыка композиторов Карелии. — [Петрозаводск : б. и., 2005]. — Вып. 4. — 1 электрон. опт. диск (CD-R).